# Фінал Кубка Іспанії з футболу 1959
Фінал Кубка Іспанії з футболу 1959 — футбольний матч, що відбувся 21 червня 1959 року. У ньому визначився 57-й переможець кубка Іспанії.

## Шлях до фіналу
| Барселона   | Барселона | Барселона                | Раунд       | Гранада     | Гранада   | Гранада                                         |
| ----------- | --------- | ------------------------ | ----------- | ----------- | --------- | ----------------------------------------------- |
| Суперник    | Результат | Матчі                    |             | Суперник    | Результат | Матчі                                           |
| Реал Мурсія | 3–2       | 2–1 вдома; 1–0 на виїзді | 1/16 фіналу | Ельче       | 9–6       | 8–1 вдома; 1–5 на виїзді                        |
| Реал Хіхон  | 6–0       | 0–0 на виїзді; 6–0 вдома | 1/8 фіналу  | Кадіс       | 10–3      | 6–0 вдома; 4–3 на виїзді                        |
| Реал Бетіс  | 10–3      | 6–0 на виїзді; 4–3 вдома | 1/4 фіналу  | Плюс Ультра | 7–2       | 4–1 на виїзді; 3–1 вдома                        |
| Реал Мадрид | 7–3       | 4–2 на виїзді; 3–1 вдома | 1/2 фіналу  | Валенсія    | 4–1       | 1–0 вдома; 0–1 на виїзді; 3–1 (нейтральне поле) |

## Подробиці
| 21 червня 1959 |

| Барселона                             | 4:1      | Гранада      |
| ------------------------------------- | -------- | ------------ |
| Мартінес 2' Кочиш 10', 76' Техада 67' | Протокол | Карранса 58' |

| Сантьяго Бернабеу, Мадрид Глядачів: 9 000 Арбітр: Мануель Асенсі |

|  |  |

| В             |  | Педро Естремс             |
| З             |  | Сігфрід Грасія            |
| З             |  | Родрі                     |
| З             |  | Ферран Олівелья           |
| ПЗ            |  | Жоан Сегарра (к)          |
| ПЗ            |  | Енрік Женсана             |
| Н             |  | Рамон Альберто Вільяверде |
| Н             |  | Луїс Суарес               |
| Н             |  | Еулохіо Мартінес          |
| Н             |  | Шандор Кочиш              |
| Н             |  | Хусто Техада              |
| Тренер:       |  |                           |
| Еленіо Еррера |  |                           |

| В           |  | Рафаель Піріс           |
| З           |  | Мануель Ларрабейті      |
| З           |  | Вісенте Діас Моліна (к) |
| З           |  | Хосе Бесерріль          |
| ПЗ          |  | Хосе Пельєхеро          |
| ПЗ          |  | Рамон Мартінес Перес    |
| Н           |  | Арсеніо Іглесіас        |
| Н           |  | Хуан Армандо Бенавідес  |
| Н           |  | Лоренсо Перес           |
| Н           |  | Рамон Карранса          |
| Н           |  | Хуан Васкес Толедо      |
| Тренер:     |  |                         |
| Єне Кальмар |  |                         |